# Beanie Sigel
Beanie Sigel, pseudonimo di Dwight Equan Grant (Filadelfia, 6 marzo 1974), è un rapper e attore statunitense.

## Carriera

### Musicale
Nel 2002 partecipa ad un film con vari membri della sua casa discografica, film intitolato State property - Sulle strade di Philadelphia. Successivamente fanno conoscere alla Roc-A-Fella un gruppo di Philadelphia, organizzato da Sigel e Freeway. Nel 2003 con Freeway fanno una canzone intitolata "Can't Stop, Won't Stop" , ai Grammy Awards la canzone viene sanzionata come record ovvero Best Rap Performance da un duo o gruppo.
Nel 2004 finisce in carcere per possesso di droga e armi da fuoco, dopo l'uscita dal carcere finisce il suo album The B.Coming
l'album contiene la sua canzone più celebre ovvero Feel It In The Air prodotta da Heavy D, vendendo più di 131 000 copie nella prima settimana. Nel 2006 Sigel dà le dimissioni dalla Roc-A-Fella ma registra l'album The Solution , nel 2007 l'album viene pubblicato ed esce il singolo con R. Kelly dove debutta nella R&B charts dove finisce all'ottantatreesimo posto, mentre l'album (Billboards Charts) finisce al 37º posto. Successivamente si lega con 50 Cent e la G-Unit Records.

### Attore
Ha partecipato a vari film sia come comparsa che come attore principale, nel 2000 partecipa in Backstage dove compaiono altri rapper come Jay-Z e DMX. Nel 2002 partecipa in ben 3 film ma solo in Brown Sugar partecipa come se stesso successivamente partecipa nello stesso anno in State property - Sulle strade di Philadelphia e in Paper Soldiers nel ruolo di Stu.
Nel 2003 partecipa al film Death of a Dinasty, nel 2004 in Fade to Black dove interpreta se stesso, nel 2005 nel sequel di State Property, e sempre nel ruolo di se stesso nel 2007 in Beef IV e nel 2011 in Rhyme and Punishment (dove interpreta se stesso).

## Religione
Come il suo amico di Filadelfia Freeway, è di religione islamica.

## Amicizia con Scarface
Ha coltivato una bella amicizia con il rapper Scarface, con cui canta nell'album di Jay-Z Dynasty nella canzone This Can't Be Life, i due hanno continuato a lavorare insieme nell'album The Fix di Scarface e nell'album The Solution di Sigel.

### Aspetti legali
Nel 2004 come già detto è stato processato ad un anno e un giorno per possesso di droga e di armi. Nel 2010 invece ha subito 3 capi d'accusa tra cui non essere riuscito a dichiarare i redditi dal 2003 al 2005 di oltre 9200000 $.

## Discografia

### Album in Studio
- 2000: The Truth
- 2001: The Reason
- 2005: The B. Coming
- 2007: The Solution
- 2009: The Broad Street Bully
- 2012: This Time

### Album Indipendenti
- 2009: The Broad Street Bully

### Album con altri artisti
- 2002: State Property OST (with State Property)
- 2003: The Chain Gang Vol. 2 (with State Property)
- 2010: The Roc Boys (with Freeway)

## Filmografia
- State property - Sulle strade di Philadelphia (State Property), regia di Abdul Malik Abbott (2002)
- Paper Soldiers, regia di David Daniel e Damon Dash (2002)
- Death of a Dynasty, regia di Damon Dash (2003)
- State Property 2, regia di Damon Dash (2005)